# فرودگاه شهری ابردین
فرودگاه شهری ابردین (به انگلیسی: Aberdeen Municipal Airport) یک فرودگاه همگانی بهره‌برداری هوایی است که یک باند فرود آسفالت دارد و طول باند آن ۱۱۱۳ متر است. این فرودگاه در شهر آبردین، آیداهو کشور ایالات متحده آمریکا قرار دارد و در ارتفاع ۱۳۶۲ متری از سطح دریا واقع شده‌است.